# Бустильо, Франсуа-Ксавье
Франсуа-Ксавье Бустильо (фр. François-Xavier Bustillo; род. 23 ноября 1968, Памплона, Испания) — французский кардинал испанского происхождения, францисканец-конвентуал. Епископ Аяччо с 11 мая 2021. Кардинал-священник с титулом церкви Санта-Мария-Иммаколата-ди-Лурд-а-Боччеа с 30 сентября 2023.